# Kompenzační pomůcka
Kompenzační pomůcka je nástroj, přístroj či zařízení vyrobené nebo speciálně upravené k odstranění bariér v prostředí a komunikaci. Je to prostředek, který člověk využívá ke kompenzaci poruch pohybového systému, smyslových orgánů, kognitivních a komunikačních funkcí. Umožňuje člověku samostatně vykonávat běžné denní činnosti a další pracovní a volnočasové aktivity.

## Jak získat kompenzační pomůcku
Potřebu kompenzační pomůcky hodnotí zdravotnický pracovník. Vyšetření funkčního stavu pacienta a následně doporučení kompenzace jeho obtíží pomůckou je doménou práce ergoterapeuta. Ergoterapeut pomůcky vybírá společně s pacientem na základě jeho potřeb, vlastností pomůcky a podmínek prostředí, ve kterém pomůcku bude využívat, a také instruuje pacienta ke správnému používání pomůcek a poskytuje poradenství o možnosti jejich získání.

### Kompenzační pomůcky mohou být hrazeny
1. plně nebo částečně ze zdravotního pojištění
2. příspěvkem Úřadu práce na pořízení zvláštní pomůcky
3. nadacemi
4. samotným pacientem[3]

Kompenzační pomůcky hrazené ze zdravotního pojištění předepisuje praktický lékař, popřípadě jiný odborný lékař (např. neurolog, ortoped, rehabilitační lékař). V některých případech je nutné schválení revizním lékařem. Po obdržení vyplněného Poukazu na léčebnou a ortopedickou pomůcku si pacient vyzvedne pomůcku ve specializovaných zdravotnických potřebách.

## Dělení
Kompenzační pomůcky můžeme třídit do různých kategorií. Podle typu disability dělíme pomůcky pro osoby s fyzickým postižením, zrakovým postižením, sluchovým postižením a pro osoby s poruchou komunikačních funkcí. Podle běžných denních aktivit jsou to pomůcky pro usnadnění pohybu, osobní hygieny a koupání, oblékání, příjmu jídla apod. Kompenzační pomůcky mohou být jednoduché (např. dávkovač léků, zapínač knoflíků či podavač) nebo technická zařízení jako jsou zvedací systémy, plošiny, počítačový software a další.

### Pomůcky pro pohyb a orientaci v prostoru
- Hole
- Berle
- Chodítka
- Mechanický a elektrický vozík
- Dopravní prostředky – skútr, individuálně upravený automobil
- Plošiny
- Schodišťová sedačka
- Výtah
- VPN vysílač
- Akustické a orientační majáčky
- Hole orientační a signalizační
- Vodicí pes

### Pomůcky usnadňující manipulaci s pacientem
- Žebříčky
- Pásy s úchyty
- Protiskluzové podložky
- Přesouvací prkna
- Otočné desky
- Zvedací zařízení

### Pomůcky pro běžné denní činnosti
- Sedačka do vany a do sprchy
- Madla
- Nástavec na WC
- Mycí houby a kartáče s ohebnou a prodlouženou rukojetí
- Nazouvák ponožek
- Podavač
- Elastické tkaničky do bot
- Polohovací křeslo, lůžko
- Hodinky s hlasovým nebo hmatovým výstupem, vibrační hodinky
- Indikátor barev
- Diktafon
- Světelný či vibrační budík
- Světelná signalizace domovního zvonku

### Pomůcky umožňující komunikaci
- Sluchadla
- Kochleární implantát
- Osobní a skupinové zesilovače
- Indukční smyčka
- Netechnické pomůcky – fotografie, obrázky, grafické symboly, komunikační tabulky
- Technické pomůcky s hlasovým výstupem

### Pomůcky pro pracovní aktivity
- Speciálně upravený počítač
- Počítačový software
- Digitální čtecí přístroj pro nevidomé s hlasovým výstupem
- Čtecí přístroj pro nevidomé s hmatovým výstupem – brailský řádek
- Digitální zvětšovací lupa pro slabozraké
- Hmatový displej
- Tiskárna reliéfních znaků pro nevidomé
- Zvětšovací programy
- Ozvučený mobilní telefon
- Slepecký psací stroj

### Pomůcky pro volnočasové aktivity
- Handbike
- Monoski
- Hokejová SLEDGE
- Goalbalový míč
- Elektronický míč pro nevidomé
- Zvuková střelba